# Xestia poliades
Xestia poliades är en fjärilsart som beskrevs av Max Wilhelm Karl Draudt 1950. Xestia poliades ingår i släktet Xestia och familjen nattflyn. Inga underarter finns listade i Catalogue of Life.